# Электронстандарт
АО «РНИИ „Электронстандарт“» (Российский научно-исследовательский институт «Электронстандарт») — головной институт радиоэлектронного комплекса России в области надежности, качества, сертификации, стандартизации ЭКБ и РЭА.
В состав РНИИ «Электронстандарт» входит специализированный независимый испытательный центр. Он действует в качестве органа по сертификации изделий электронной техники и приборов. Испытательный центр аккредитован в качестве национальной независимой лаборатории в системах ГОСТ Р, «Электронсерт», Федеральной системе космической техники, СС ЭК МЭК. На 2014 год является одним из немногих независимых испытательных центров, в которых проводится проверка и тестирование электронных схем для военной и космической техники РФ.
В настоящее время входит в состав холдинга «Росэлектроника» Государственной корпорации «Ростех».

## История
Предприятие создано в 1943 году в Москве по решению Государственного комитета обороны СССР. Основная цель — унификация и стандартизация радиолокационной аппаратуры и её элементов, а также проектирование аппаратуры для оснащения радиолокационных командных пунктов противовоздушной обороны.
Первое название предприятия — ПКБ-170 (Проектно-конструкторское бюро — 170).
В 1948 году предприятие было перенесено в Ленинград по адресу Вознесенский пр., 26. Во время блокады здание значительно пострадало и к началу эксплуатации была восстановлена лишь его часть. С 1948 по 1952 силами сотрудников ПКБ-170 было восстановлено более 3000 кв.м. помещения для нужд бюро.
В 1962 году при ПКБ-170 был организован опытный завод, выпускающий испытательную, контрольно-измерительную аппаратуру и товары народного потребления.
В 1966 году ПКБ-170 было преобразовано в Научно-исследовательский институт нормализации и испытаний электронной техники (НИИНИЭТ), который в 1971 году получил статус Всесоюзного научно-исследовательского института «Электронстандарт».
В 1985 году институт снова переехал, на этот раз во вновь построенное специально для его нужд здание на Площади Победы (где до сих пор располагается инженерный комплекс РНИИ «Электростандарта»).

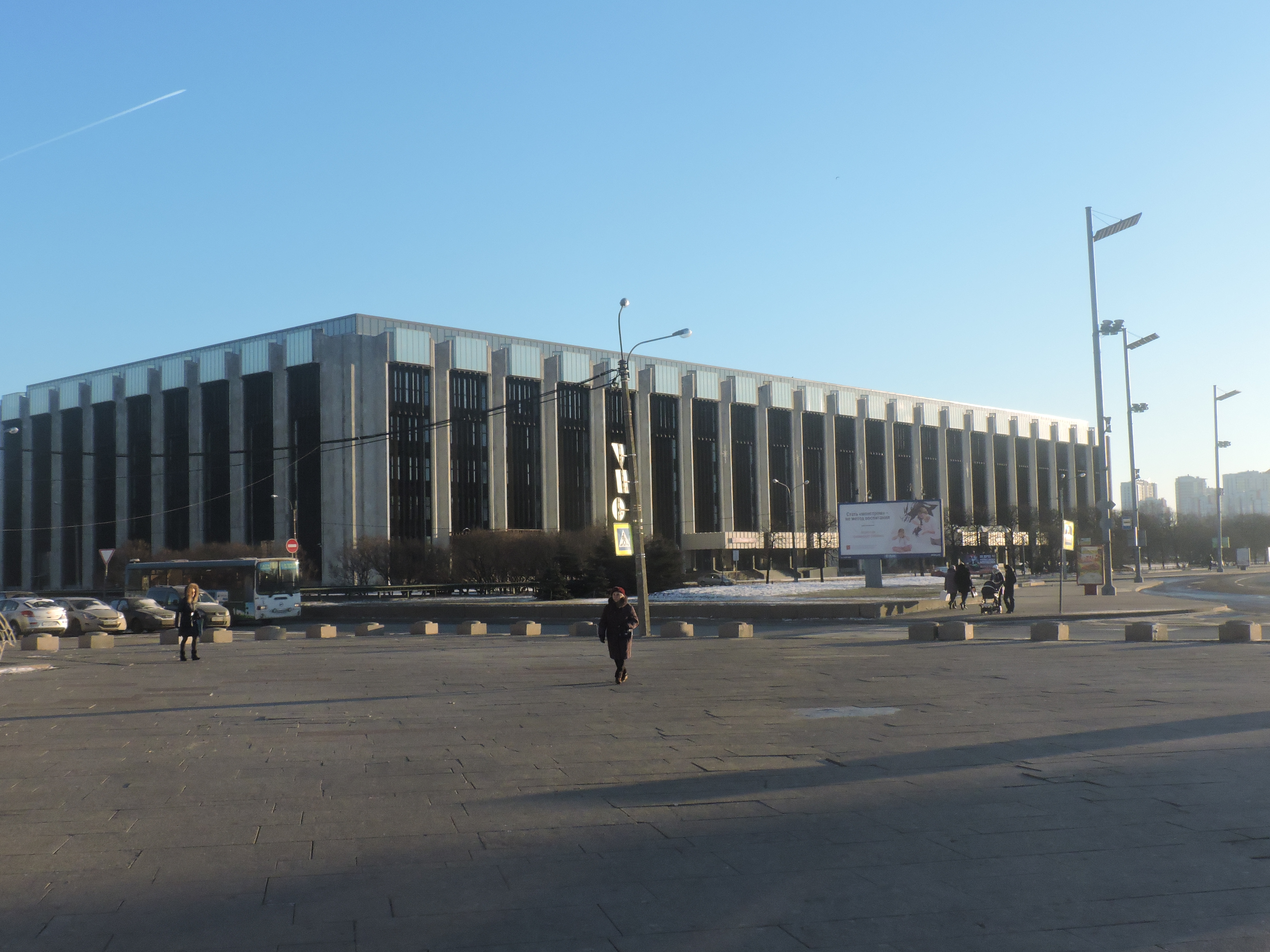
Инженерный комплекс «Электронстандарта» на площади Победы. Главный офис расположен на Цветочной ул., 25

В 1997 году при РНИИ «Электронстандарт» был создан информационно-выставочный центр Северо-Запада РФ. В рамках данного центра проводятся выставки, конференции и семинары. В период с 1997 по 1999 год были проведены следующие крупные выставки: «Энергетика и окружающая среда северных территорий», «Медтехника Санкт-Петербурга», «Жилищно-коммунальное хозяйство Северо-Запада», «Современные технологии в жилищно-коммунальном хозяйстве», а также регулярная выставка «Русские традиции качества».
В 2000 году в соответствии с федеральным законом «О приватизации государственного имущества» предприятие было реорганизовано в ОАО "РНИИ «Электронстандарт».

## Достижения
В РНИИ «Электронстандарт» было разработано и внедрено в промышленность более З00 типов контрольно-измерительного, испытательного и диагностического оборудования.
Впервые в СССР и России созданы такие приборы, как:
- пикосекундный измеритель интегральных схем,
- автоматическая аппаратура контроля параметров вибраций для испытания спутников по заданию С. П. Королева,
- первый отечественный серийный тестер для контроля параметров интегральных схем,
- комплект оборудования для испытаний ИЭТ на воздействие криогенных температур,
- инфракрасные микроскопы с высокой разрешающей способностью[10]
- портативные абсорбционные газоанализаторы[11].

## Санкции
28 июня 2022 года, из-за вторжения России на Украину, институт внесён в санкционный список США «против путинской военной машины».
8 апреля 2022 года включен в санкционный список Канады организаций которые «оказывали косвенную или прямую поддержку российским военным и, следовательно, являются соучастниками боли и страданий, вызванных бессмысленной войной Владимира Путина в Украине».
По аналогичным основаниям институт находится под санкциями Украины, Новой Зеландии и Швейцарии . Также генеральный директор Ершов Лев Анатольевич был внесён в санкционный список стран Евросоюза